# Italienska fascistpartiets grader
Italienska fascistpartiets grader visar den hierarkiska ordningen och gradbeteckningarna i det nationella fascistpartiet (PNF) i Italien.
| Grad                                                                              | Gradbeteckning på axelklaffen |  | Gradbeteckning på ärmen | Paspoal | Tjänstetecken på fezen | Tjänstetecken på baskern (från 1938) |
| --------------------------------------------------------------------------------- | ----------------------------- |  | ----------------------- | ------- | ---------------------- | ------------------------------------ |
| Nationell nivå                                                                    |                               |  |                         |         |                        |                                      |
| Nationell sekreterare Partichef                                                   |                               |  |                         |         |                        |                                      |
| Ledamot av fascismens stora råd, Minister, statssekreterare Vice partisekreterare |                               |  |                         |         |                        |                                      |
| Ledamot av fascismens nationella direktorat                                       |                               |  |                         |         |                        |                                      |
| Partiinspektör                                                                    |                               |  |                         |         |                        |                                      |
| Italienska kampförbundens federation                                              |                               |  |                         |         |                        |                                      |
| Federationssekreterare                                                            |                               |  |                         |         |                        |                                      |
| Ledamot av federationssdirektoratet                                               |                               |  |                         |         |                        |                                      |
| Federationsinspektör                                                              |                               |  |                         |         |                        |                                      |
| Ledamot av federationens disciplinkommission.                                     |                               |  |                         |         |                        | -                                    |
| Italienska kampförbunden                                                          |                               |  |                         |         |                        |                                      |
| Lokal förbundssekreterare                                                         |                               |  |                         |         |                        |                                      |
| Icke-lokal förbundssekreterare                                                    |                               |  |                         |         |                        |                                      |
| Medlem av lokal förbundsdirektion                                                 |                               |  |                         |         |                        |                                      |
| Medlem av icke-lokal förbundsdirektion                                            |                               |  |                         |         |                        |                                      |
| Ansvarig för lokal grupp                                                          |                               |  |                         |         |                        |                                      |
| Medlem av en lokal gruppkonsultation                                              |                               |  |                         |         |                        |                                      |
| Sektorchef                                                                        |                               |  |                         |         |                        |                                      |
| Omgångschef                                                                       |                               |  |                         |         |                        |                                      |
| Medlem av den lokala disciplinkommittén                                           |                               |  |                         |         |                        | -                                    |